# Mitterdorf an der Raab
Mitterdorf an der Raab est une commune autrichienne du district de Weiz en Styrie.